# Hortia oreadica
Hortia oreadica är en vinruteväxtart som beskrevs av Groppo, Kallunki & Pirani. Hortia oreadica ingår i släktet Hortia och familjen vinruteväxter. Inga underarter finns listade i Catalogue of Life.